# П'єр Лоран Ванцель
П'є́р Лора́н Ва́нцель (фр. Pierre Laurent Wantzel, 5 червня 1814 року, Париж — 21 травня 1848 року, там само) — французький математик, відомий завдяки строгим доведенням нерозв'язності древніх задач подвоєння куба та трисекції кута
.

## Біографія
Ванцель народився в сім'ї армійського офіцера. У 1821 його батько пішов з армії, зайнявся науковою роботою та незабаром став професором прикладної математики у паризькій Комерційній школі (École speciale du Commerce).
П'єр Лоран також захопився математикою. За спогадами друзів, ще в дитинстві він любив обговорювати з батьком математичні задачі.
У 1826 році 12-річний Ванцель поступив в училище École des Arts et Métiers de Châlons, в наступному році перейшов до Колеж Шарлемань (Collège Charlemagne), який закінчив із відзнакою.
У 1832—1834 роках він навчався у Політехнічній школі, потім — у Школі мостів та доріг (École des Ponts et Chaussées). Декілька років служив інженером, потім повернувся у Політехнічну школу і став професором прикладної механіки (1838). З 1841 року також викладав у Школі мостів та доріг (на тій же посаді) та ще в декількох навчальних закладах Парижа та передмість, включно з Колеж Шарлемань.
У 1837 році друкує свою найвідомішу працю з доведенням нерозв'язності класичних задач подвоєння куба та трисекції кута. Ванцель також довів, що за допомогою циркуля та лінійки неможливо побудувати правильний багатокутник, у якого число сторін не задовольняє умові Гауса, тобто не розкладається на степінь 2-ки та прості числа Ферма (див. Теорема Гауса - Ванцеля).
Окрім цієї праці, що принесла йому славу, Ванцель опублікував ще близько 20-ти статей з математики, механіки та аеродинаміки.
Ванцель помер, не доживши до 34 років, за словами його друга Сен-Венана, від перевтоми.